# Neosybra imitans
Neosybra imitans là một loài bọ cánh cứng trong họ Cerambycidae.